# Цуцулин
Цуцулин (укр. Цуцулин) — село в Матеевецкой сельской общине Коломыйского района Ивано-Франковской области Украины.
Население по переписи 2001 года составляло 445 человек. Занимает площадь 5,89 км². Почтовый индекс — 78631. Телефонный код — 03478.

## История
В 1946 году указом ПВС УССР село Аннов-Цуцулин переименовано в Анновку.
В 1993 году село переименовано в Цуцулин.